# Château de Petrelë
 (septembre 2024).
Le château de Petrelë (en albanais : Kalaja e Petrelës) est un château situé à Petrelë en Albanie. Son histoire remonte à l'empereur Justinien et une de ses tours fut construite au VIe siècle.

## Description

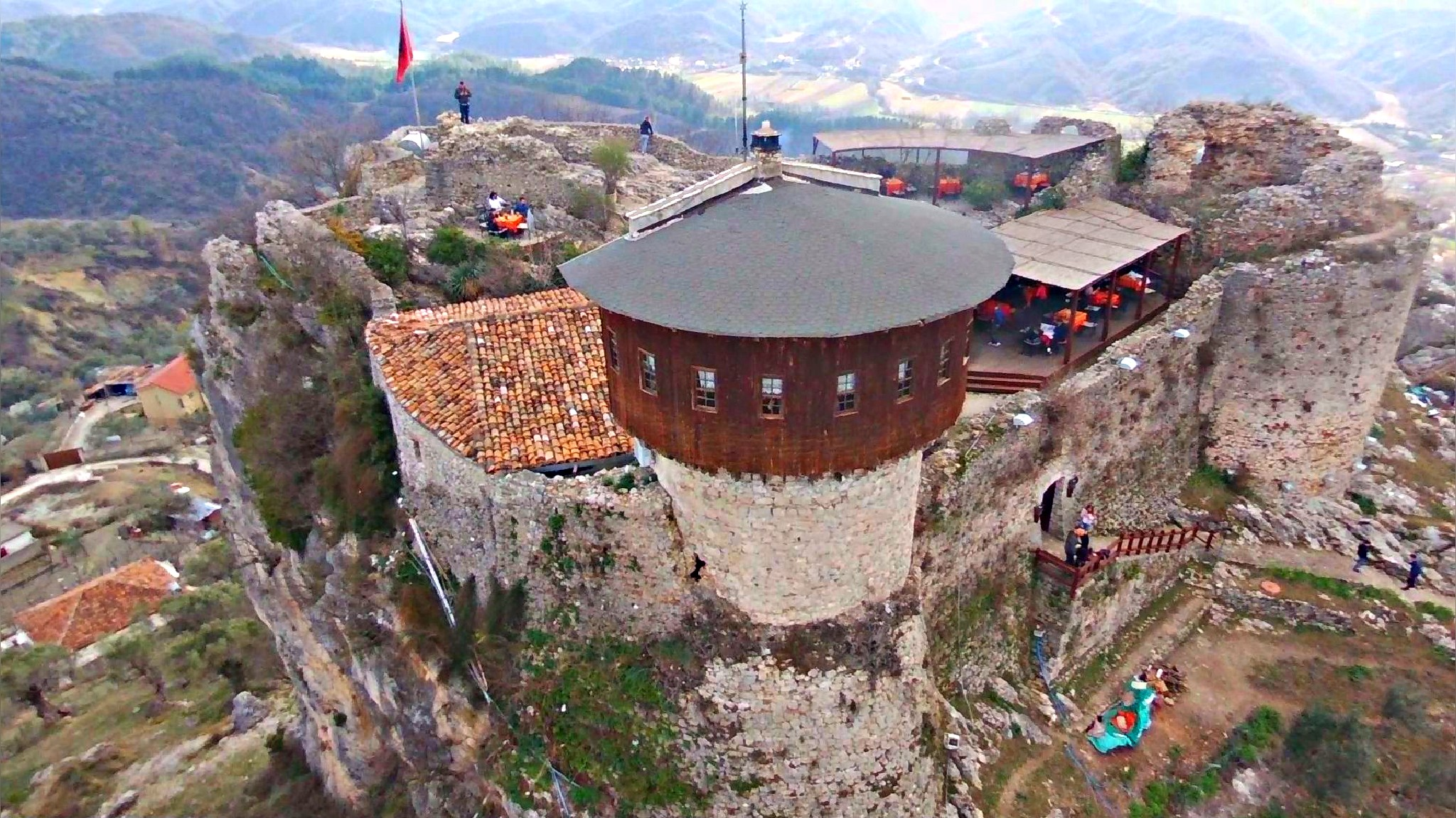
Château de Petrelë.

Le château est une des attractions touristiques de la région de Tirana. Il est perché sur un rocher qui domine le village du même nom.
Il possède une forme triangulaire avec deux tours d'observation. Malgré une construction plus ancienne, le bâtiment actuel remonte au XVe siècle.
Le château de Petrelë faisait partie du système de défense du château de Krujë. Les châteaux communiquaient à l'aide de feux. Durant le combat de Skanderbeg contre les Ottomans, le château de Petrelë était sous le commandement de Mamica Kastrioti, la sœur de Skanderbeg. 
Aujourd'hui, on trouve un restaurant à l'intérieur. Le château offre des vues spectaculaires sur la vallée de l'Erzen, les collines, les oliviers, et les montagnes environnantes.

## Source
- (en) Cet article est partiellement ou en totalité issu de l’article de Wikipédia en anglais intitulé « Petrelë Castle » (voir la liste des auteurs).